# Loïc Korval
Loïc Korval (né le 15 mai 1988 à Nogent-sur-Marne) est un judoka français en activité évoluant dans la catégorie des - de 73 kg.

## Biographie

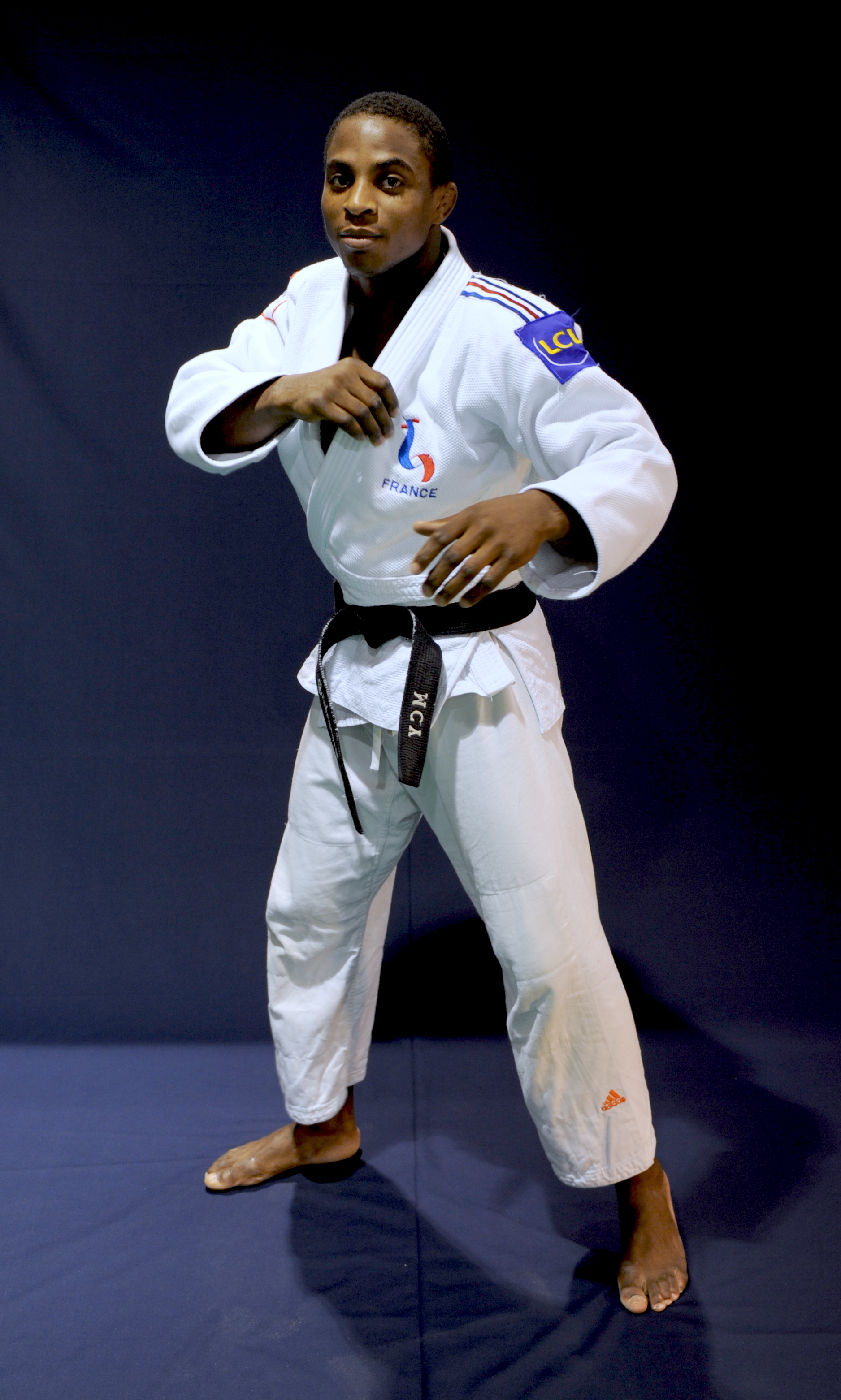
Loïc Korval, le 25 janvier 2011 à l'Insep à Paris.

Inspiré par sa grande sœur, Ilana Korval, judoka d'élite en équipe de France, il se lance dans l'apprentissage du judo dès l'âge de six ans. C'est au club du Dojo neuillysien qu'il fait ses débuts. Détecté à l'âge de 14 ans, il intègre le pôle espoir d'Amiens, sous la direction de Cathy Fleury. Il y suivra un cursus « sport étude » jusqu'à l'obtention de son baccalauréat. Absent des tatamis durant l'année 2008 pour cause de blessure, il revient avec le club de l'ACBB où il émerge sur les plans national et mondial. Ses performances durant la saison 2009 lui permettent d'intégrer l'équipe de France. En 2010, à Tokyo, pour sa première participation aux Championnats du Monde de judo, il décroche la médaille de bronze. Il n'a pas pu participer aux Jeux Olympiques de Rio en 2016 pour manquement aux obligations de localisation en 2013 et 2014, ayant été suspendu deux ans par l'Agence française de lutte contre le dopage.

## Clubs
- 2000 à 2004 : Judo Club de Bornel
- 2004 à 2008 : Judo Oise Picardie
- 2008 à 2014 : ACBB Boulogne
- 2014 à 2015 : Club Omnisports Point à Pitre
- 2015 à 2017 : Flam 91
- 2017 à 2018 : Club Omnisports Point à Pitre
- 2018 à 2019 : Olympique Judo Nice
- Depuis 2019 : Red Star Montreuil
- Depuis 2022: Club Omnisports Point à Pitre

## Palmarès

### Championnats du monde
- Médaille de Bronze lors des Championnats du monde 2010 à Tokyo,  Japon.

### Jeux européens
- Médaille d'Argent des Jeux européens de 2015 à Bakou,  Azerbaïdjan.

### Championnats d'Europe
- Médaille d'Or lors des Championnats d'Europe 2014 à Montpellier,  France.

### Championnats de France
- Médaille d'argent lors des championnats de France 2021 à Perpignan, France
- Médaille d'argent lors des championnats de France 2018 à Rouen, France
- Médaille d'argent lors des championnats de France 2016 à Montbéliard,  France
- Médaille d'Or lors des Championnats de France 2013 à Marseille,  France.
- Médaille d'Or lors des Championnats de France 2011 à Liévin,  France.

### Palmarès par équipes
- Médaille d'Or des Jeux européens de 2015 à Bakou,  Azerbaïdjan.
- Médaille de Bronze lors des Championnats d'Europe 2014 à Montpellier,  France.
- Médaille d'Argent lors des Championnats d'Europe 2010 à Vienne,  Autriche.
- Médaille de Bronze lors des Championnats de France 2013 à Villebon,  France.

### Divers
- Médaille de Bronze lors du Grand Slam 2015 à Bakou,  Azerbaïdjan.
- Médaille de Bronze lors du Grand Slam 2014 à Paris,  France.
- Médaille de Bronze lors du Grand Slam 2010 à Rio de Janeiro,  Brésil.
- Médaille d'Argent lors du Grand Prix 2014 à Samsun,  Turquie.
- Médaille de Bronze lors du Grand Prix 2010 à Düsseldorf,  Allemagne.

## Publications
- Apprendre à se relever: L'itinéraire d'un judoka indomptable de Loic Korval, 2018